# Mittelalterliche Synagoge Köln

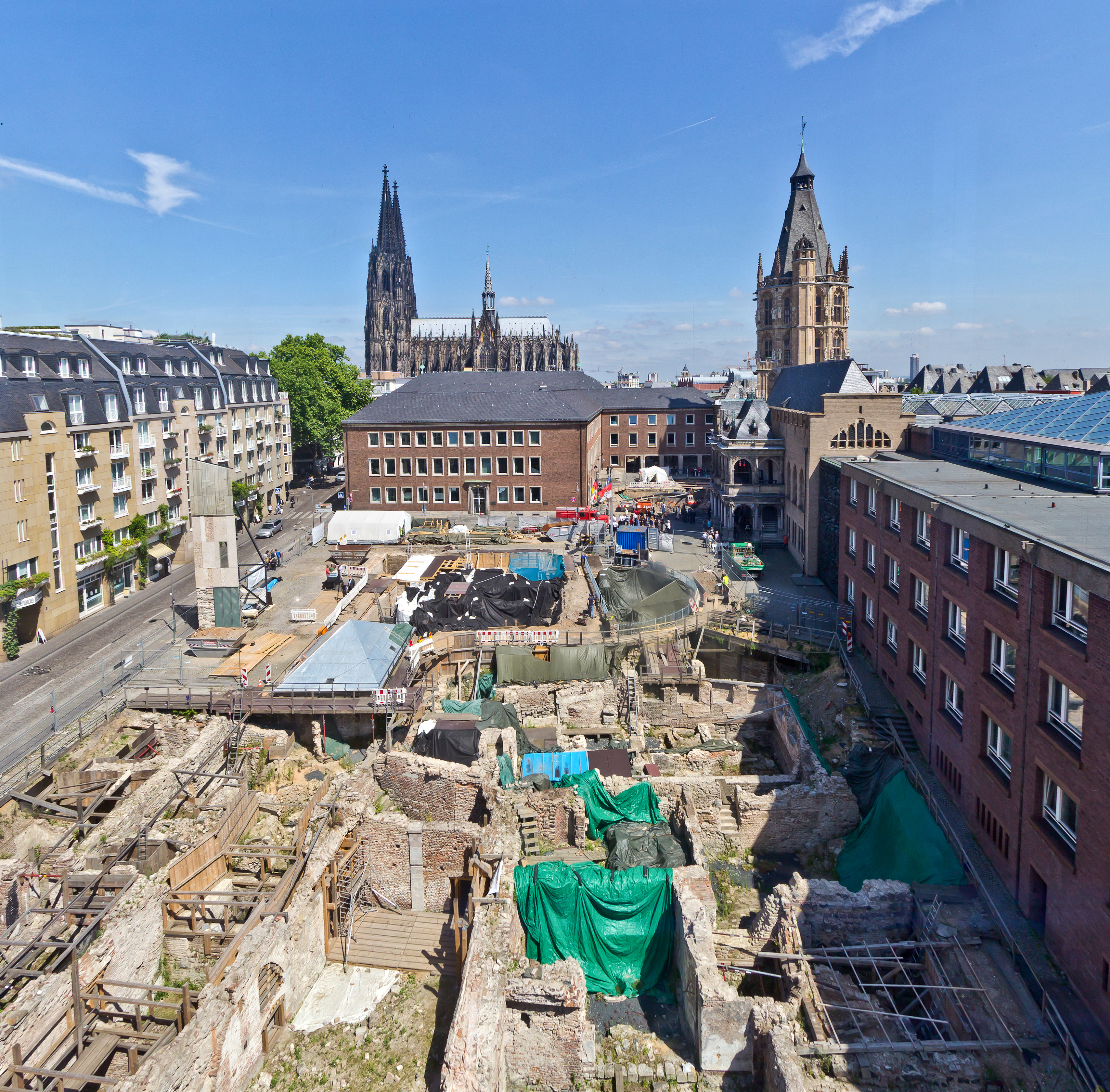
Übersicht über die Ausgrabungen vor dem Kölner Rathaus (2014)

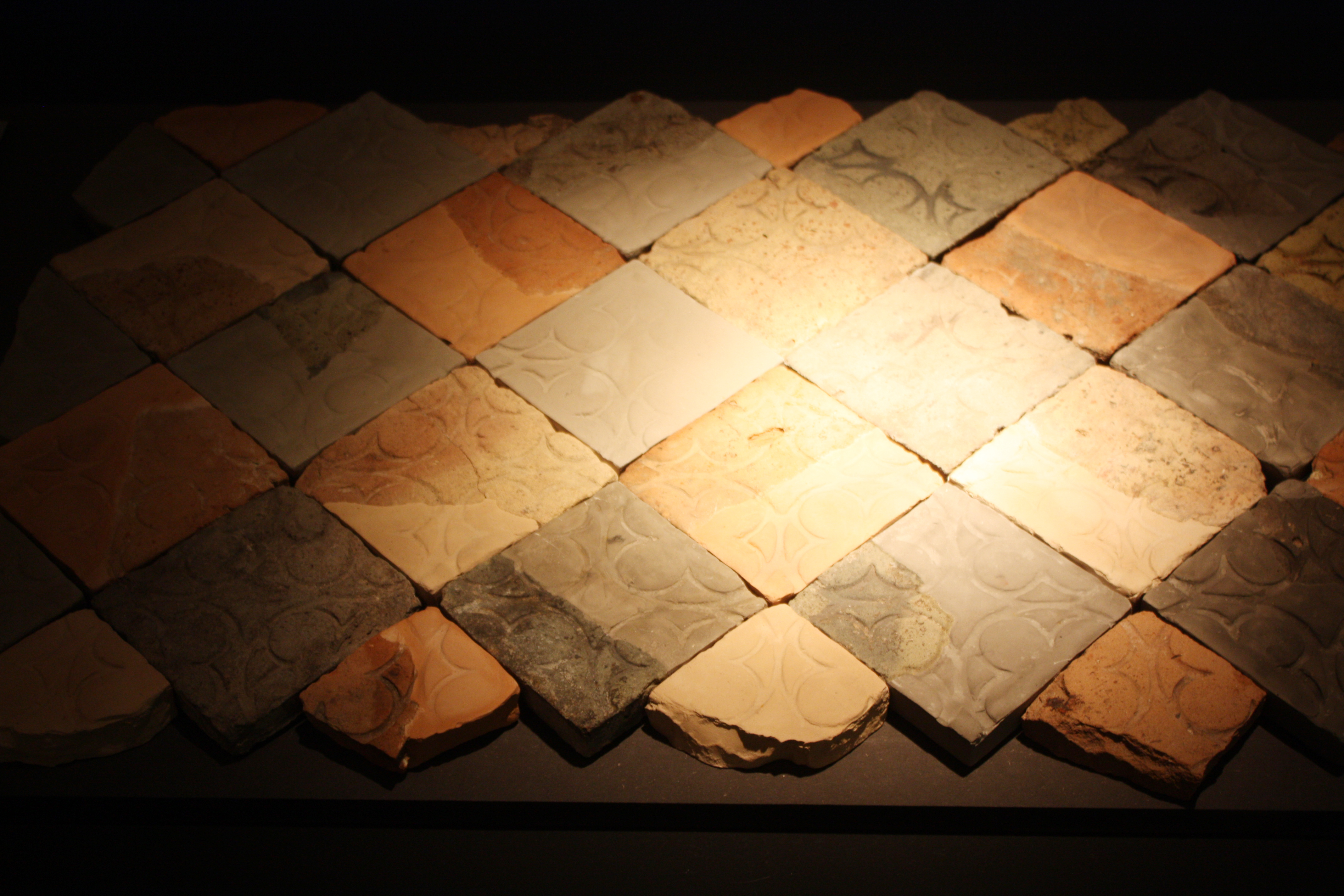
Grabungsfund: Bodenfliesen, mutmaßlich aus der Synagoge

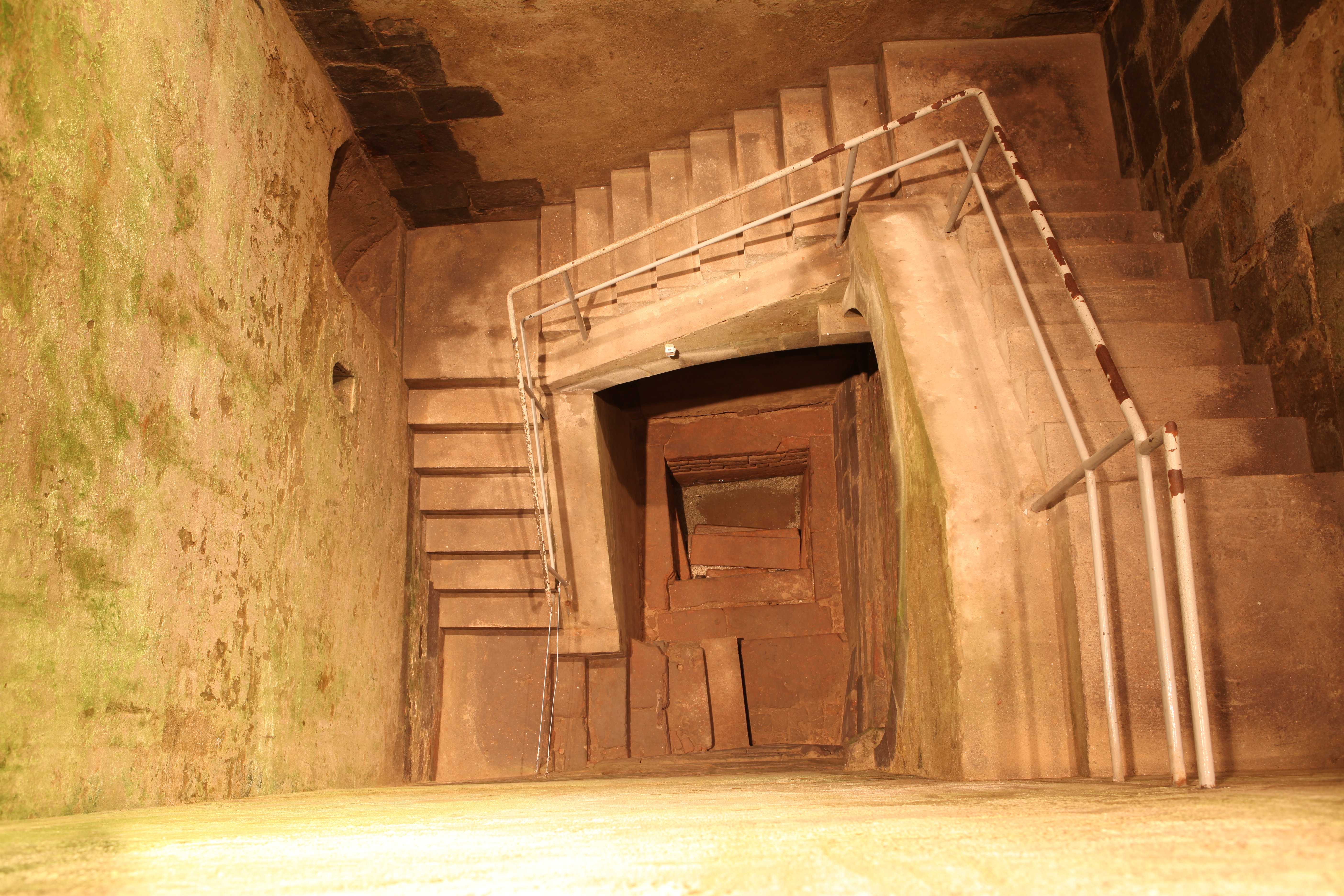
Blick in die Mikwe (2011)

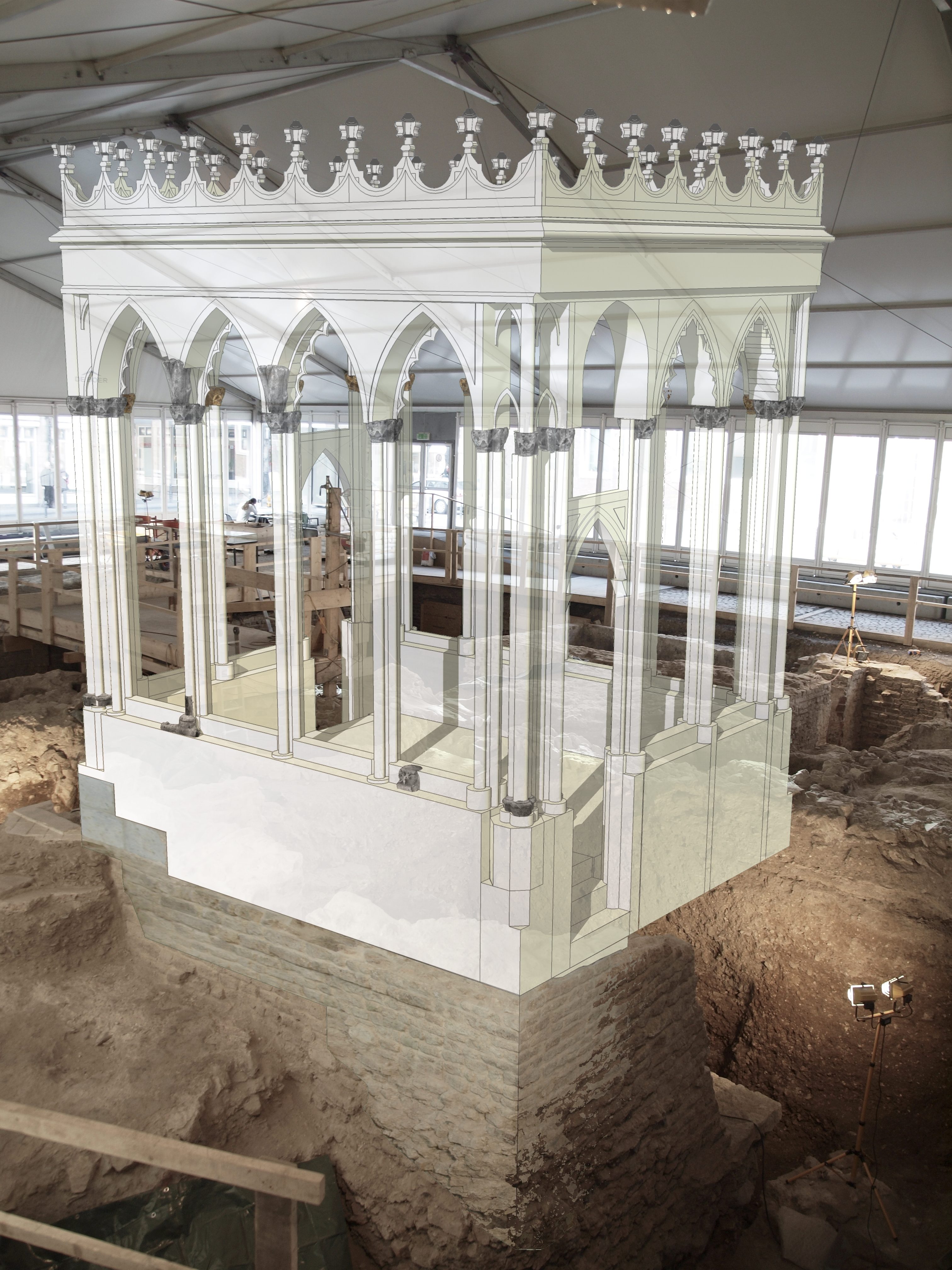
Modell der gotischen Bima

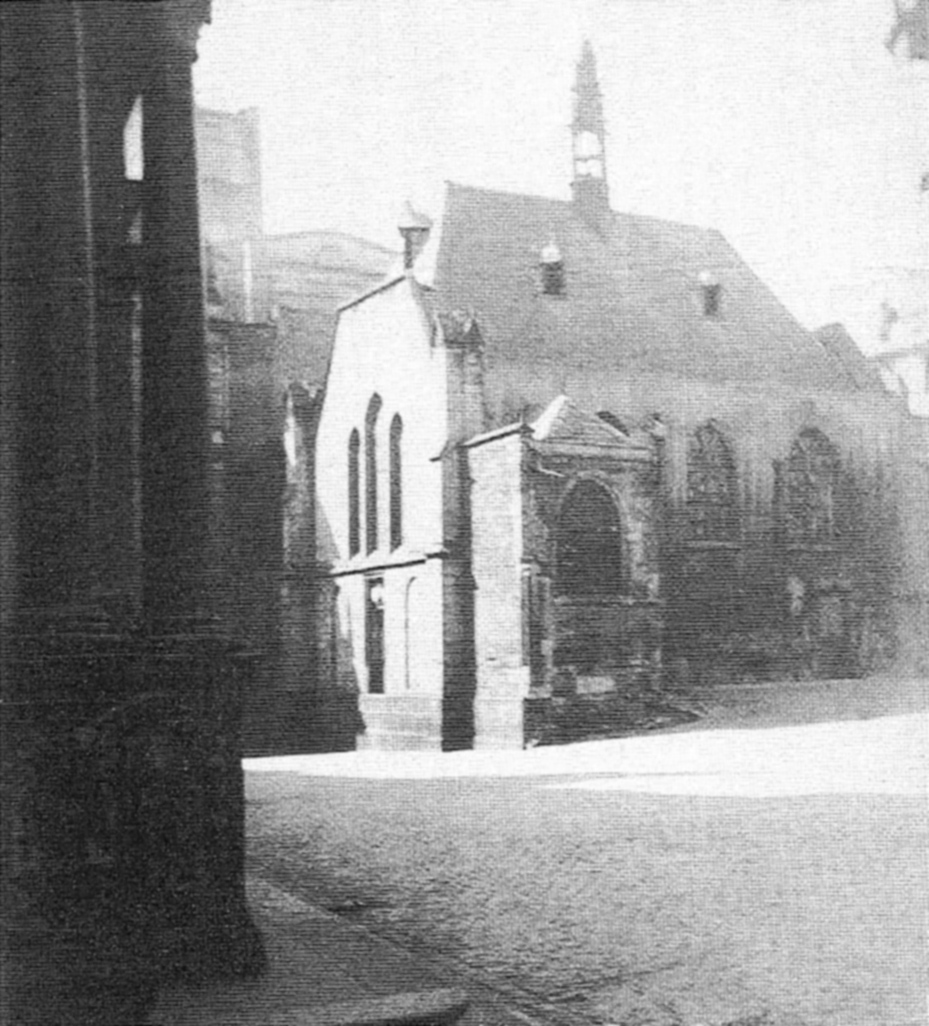
Die ehemalige Synagoge als Kapelle St. Maria in Jerusalem (zwischen 1873 und 1876)

Die mittelalterliche Synagoge Köln befand sich in der Umgebung des heutigen Kölner Rathauses. Sie diente den Juden der Stadt bis zu ihrer Vertreibung im Jahre 1424 als Zentrum ihrer Gemeinde. Anschließend wurde sie umgebaut und als christliche Ratskapelle St. Maria in Jerusalem genutzt, bis diese im Zweiten Weltkrieg zerstört wurde. Bei Ausgrabungen zwischen 2007 und 2015 in der Archäologischen Zone Köln konnten Reste der Synagoge freigelegt werden.

## Geschichte
Wann genau die mittelalterliche Synagoge in Köln erbaut wurde, ist unklar: Die schriftlichen Zeugnisse über die Anfänge der mittelalterlichen Judengemeinde verweisen in das 11. Jahrhundert. So liest man in den Regesten der Erzbischöfe von Köln aus dem Jahre 1426, dass der Kölner Erzbischof Heribert 414 Jahre zuvor, also 1012, den Kölner Juden die Errichtung einer Synagoge zugestanden habe. Diese Angabe wurde vom damaligen Herausgeber der Bände allerdings mit Klammern und einem Fragezeichen versehen. In den spätmittelalterlichen Kölner Jahrbüchern von 1426 heißt es, das Gebäude habe sich schon 14 jair 400 jair, laut einer zweiten Handschrift ane 14 jair 400 jair […] in der Joeden hant befunden, was je nach Lesart auf das Jahr 1012 oder das Jahr 1040 hinweisen kann. In der Vita Annonis Minor (um 1180) wird die Synagoge erwähnt, als die Kölner Juden am 4. Dezember 1075, einem Sabbat, den Tod von Erzbischof Anno, unter dessen Schutz sie gestanden hatten, beweint hätten.
Das Judenviertel im Bereich des heutigen Kölner Rathauses war rund 1,35 Hektar groß, weniger als ein Prozent der damaligen Gesamtfläche der Stadt. Dort lebten 700 bis 800 Juden, was Mitte des 14. Jahrhunderts rund zwei Prozent der Kölner Bevölkerung von insgesamt 40.000 Bewohnern ausmachte. Das Viertel, das durch Zäune oder Gitter von Grundstücken der Christen abgetrennt war, ist zwischen 1056 und 1075 urkundlich bezeugt. Die Kölner Mikwe, das rituelle Bad, wurde erst 1270 schriftlich erwähnt, lässt sich aber archäologisch in ihrer ersten Bauphase vermutlich bis ins 11. Jahrhundert zurückdatieren.
Das Gemeindezentrum umfasste ca. 2400 Quadratmeter, was etwa einem Sechstel des damaligen jüdischen Viertels entsprach, und beherbergte Einrichtungen für die Allgemeinheit wie die Synagoge, ein Backhaus, ein Hospital, die Mikwe und ein Gemeindehaus für Feste wie etwa Hochzeiten. Der Grundriss der zweigeschossigen Synagoge selbst maß 9 mal 15 Meter, und sie lag etwa in der Mitte des Viertels. Sie diente als Ort des Gebets und des Studiums sowie als Tagungsort für das Rabbinatsgericht. Unter der Synagoge war ein Keller ausgebaut, wo vermutlich wertvolle Gegenstände, Urkunden sowie unbrauchbar gewordene Kultgegenstände aufbewahrt wurden. Auch hatte die Synagoge einen Anbau für die Frauen, der durch schmale Hörschlitze aus rotem Sandstein mit dem Betraum der Männer verbunden war. Da die Frauen so nur wenig vom Gottesdienst der Männer mitbekamen, fungierten bald gelehrte Frauen als Vorbeterinnen. Die talmudkundige Pura und ihre Schwestern Jenta und Vromut sind namentlich bekannt. Um 1140 ist ein Streit über den Einbau von Fenstern mit Tierdarstellungen belegt. Auch wurden Ausstattungsgegenstände aus römischem Wasserleitungsmarmor gefunden. Die Bauornamentik weist auf die Werkstatt hin, die das Grab der Plektrudis in St. Maria im Kapitol fertigte sowie vermutlich das Grab von Erzbischof Bruno in St. Pantaleon neu gestaltete. Die Wände waren schlicht weiß getüncht, unter der Balkendecke waren steinerne Monumentalinschriften eingefügt.
In der zweiten Hälfte des 13. Jahrhunderts ließ die Gemeinde die Synagoge im gotischen Stil restaurieren. Das Vorlesepult in der Mitte des Raums – die Bima – wurde neu gestaltet und mit einem Baldachin versehen. Die hohe Qualität dieses Sakralkunstwerks lässt vermuten, dass es von Beschäftigten der Kölner Dombauhütte gefertigt wurde. Die Bima konnte im Zuge der jüngsten Ausgrabungen aus rund 3000 Bruchstücken rekonstruiert werden. Der Amsterdam Machsor, eine kostbare Handschrift mit dem spezifischen Kölner Ritus aus Gebeten und liturgischen Gedichten, wurde um 1250 vermutlich für die Nutzung in dieser Synagoge hergestellt.
Bei einem Pogrom im Jahre 1096 wurden rund 300 jüdische Menschen ermordet, bei einem weiteren Massaker 1349 die gesamte jüdische Bevölkerung von Köln – geschätzt rund 800 Männer, Frauen und Kinder – getötet und auch die Synagoge zerstört. 1372 wurden in Köln wieder einige jüdische Familien aufgenommen, und man baute die Synagoge erneut auf, allerdings in kleinerer Ausführung für eine kleinere Gemeinde. Das Ende der mittelalterlichen jüdischen Gemeinde wurde am 16. August 1423 besiegelt, als der Rat der Stadt Köln beschloss, den Juden den im Oktober 1424 ablaufenden Aufenthaltsvertrag nicht mehr zu verlängern. Einige jüdische Familien aus Köln siedelten daraufhin über den Rhein in das kurkölnische Deutz.
Nach dieser Vertreibung der Juden wurde das Gebäude der Synagoge unter dem Namen St. Maria in Jerusalem zur christlichen Ratskapelle umgewidmet. Die Kapelle wurde bei einem Bombenangriff im Zweiten Weltkrieg völlig zerstört und nicht wieder aufgebaut.

## Datierungen
Ein Schreiben von Kaiser Konstantin an die Kölner Stadtvertreter aus dem Jahre 321 weist auf in Köln lebende Juden hin und lässt die weitgehende Interpretation zu, dass es schon zu dieser Zeit eine jüdische Gemeinde in Köln existiert und somit eine Synagoge gegeben haben könnte. 1956 legte der Archäologe Otto Doppelfeld nach der Entdeckung des römischen Praetoriums auch die mittelalterliche Synagoge und die Mikwe frei. Er vertrat die Ansicht, dass es sich bei der ältesten Bauphase der Synagoge vielleicht um ein Gebäude aus dem 9. Jahrhundert handele. Allerdings musste er die Grube nach sechsmonatigen Ausgrabungen wegen anstehender Baumaßnahmen wieder zuschütten lassen; das Praetorium und die Mikwe blieben aber für die Öffentlichkeit zugänglich. Die Ausgrabungen von 2007 bis 2015 in der Archäologischen Zone Köln vor dem Kölner Rathaus konnten die Annahme Doppelfelds nicht untermauern und auch die Existenz einer spätantiken Synagoge an dieser Stelle nicht archäologisch belegen.